# Anto Kovačević
Anto Kovačević (21 maart 1952) is een Kroatisch rechtse politicus.
Anto Kovačević, geboren in Bosnië en Herzegovina, begon als Kroatisch politicus in het begin van de jaren 90 als een van de meest prominente leden van Kroatische Christelijke Democratische Unie (HKDU). Hij had uitgesproken kritiek over Franjo Tuđman en over zijn politieke rol tijdens de oorlog in Bosnië en Herzegovina. Hij kwam in 1995 in het Kroatische parlement als lid van de oppositie, waar ook de linkse Sociaaldemocratische Partij van Kroatië deel van uitmaakte.
Toen de regering van Franjo Tuđman ten einde kwam begon Kovačević, evenals zijn partij, afstand te nemen van het Kroatische politieke centrum en meer de kant van het nationalisme op te gaan. Samen met hun nieuwe partners, de Kroatische Partij van Rechten (HSP), kwam Kovačević opnieuw in het parlement voor een combinatie van HKDU-HSP. Daar werd hij berucht door het uitdrukken van zijn sociaal conservatieve mening op een manier die velen grof, obsceen en seksistisch vonden.
Tijdens de presidentsverkiezingen van 2005 deed Kovačević mee als kandidaat voor de HKDU en eindigde uiteindelijk op de achtste plaats.
- International Standard Name Identifier: 0000 0000 3183 157X
- Library of Congress Control Number: n92050282
- Virtual International Authority File: 64720531
- WorldCat: E39PBJbWwkFpJ4vyXrwcbJ6Yfq